# Manège du musée de la Guerre
Le manège du musée de la Guerre (finnois : Sotamuseon Maneesi) est un bâtiment situé sur  Iso Mustasaari à Helsinki en Finlande.

## Description
Le bâtiment C77 de Suomenlinna est construit en 1880-1881 pour servir de stock d'armes à feu pour l'armée russe.
Depuis 1989, le bâtiment sert de salle d’exposition au musée de la Guerre, et il est visité chaque année par environ 13 000 personnes. Il est ouvert de début mai à fin septembre, tous les jours de 11 h à 18 h.
Depuis 2012, le manège assure l'exposition « Autonomiasta Atalantaan » qui présente l'histoire militaire de la Finlande du XIXe siècle à nos jours.
L'exposition traite des débuts de l’autonomie du pays, mais l'objectif principal est de présenter la guerre d'Hiver (contre l'Union soviétique en 1939 et 1940) et la guerre de Continuation (contre l'Union soviétique et le Royaume-Uni de 1941 à 1944).

## Galerie

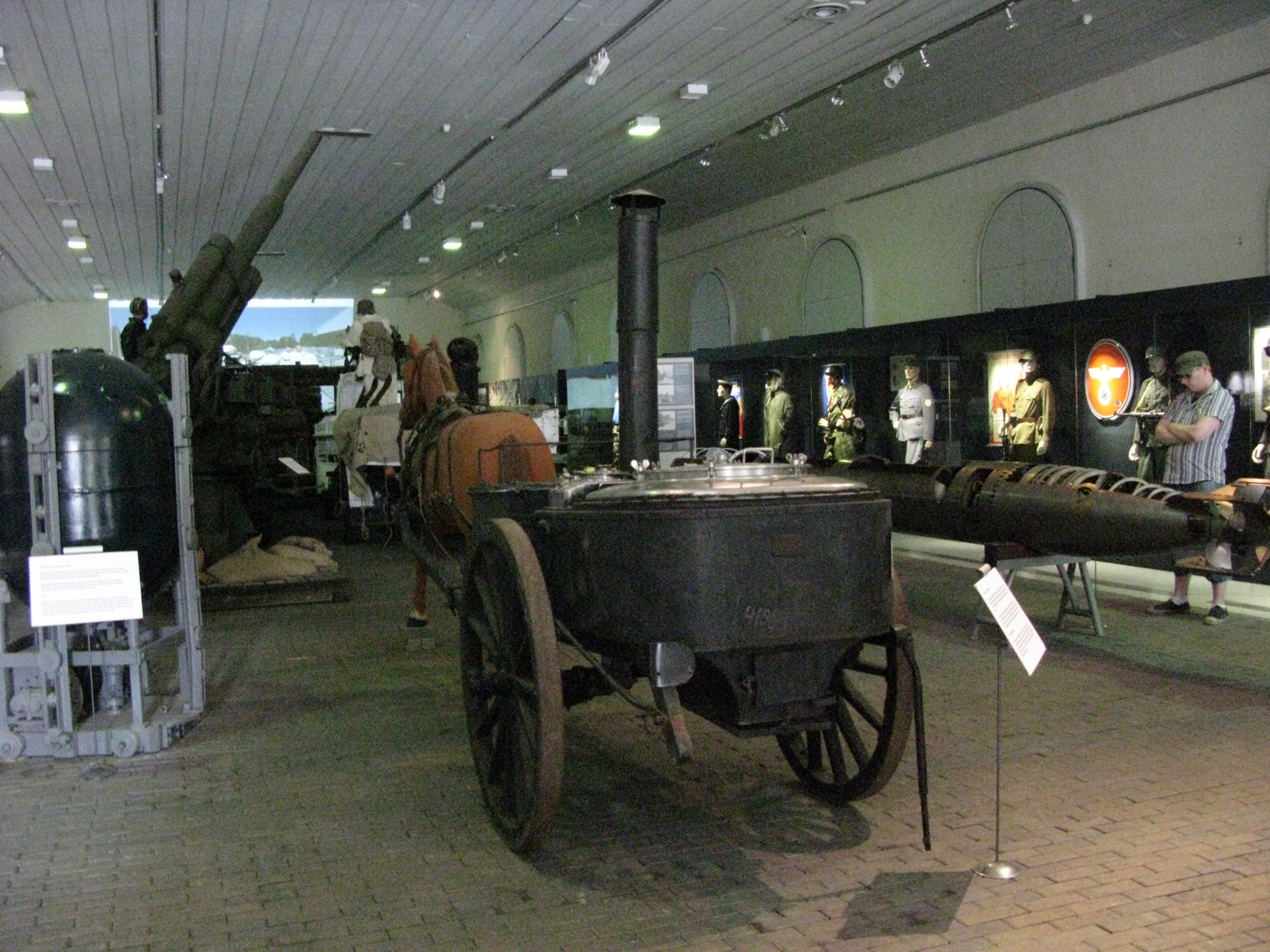
Cuisine mobile.
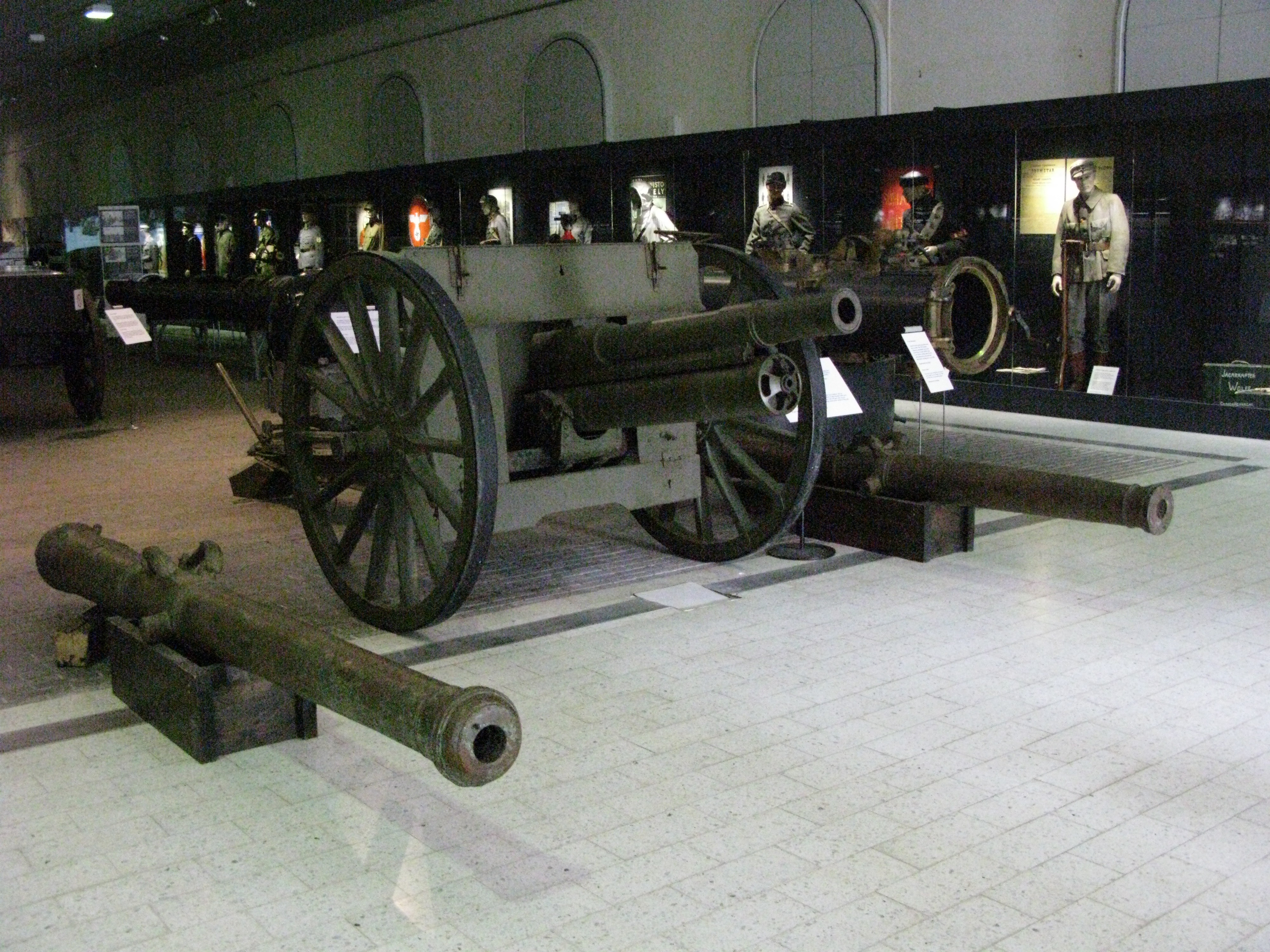
Canon 76K/02 et deux canons du XVIe siècle.